# Hugo z hor
Hugo z hor je československý animovaný televizní seriál z roku 1987 poprvé vysílaný v rámci Večerníčku v dubnu 1988. Seriál má také druhý název Sněžný muž Hugo.
Námět zpracoval Rudolf Čechura, který se současně podílel na zpracování scénáře s Mirkem Kačenou, jehož podíl byl technického rázu. Současně vedl režii. O kameru se podělili Dana Olejníčková (5 epizod) a Jaroslav Forman. Výtvarné zpracování vyřešil Jiří Kalousek. Seriál je namluven Petrem Nárožným. Hudbu zkomponoval Emil Viklický. Bylo natočeno 8 epizod, každá epizoda trvala cca 8 minut.

## Synopse
Snaživý profesor si z výzkumné výpravy do hor přivede sněžného muže Huga…

## Seznam dílů
1. Sešup
2. Stěhování
3. Bráška
4. Představení
5. U ledu
6. Výlet
7. Škola ticha
8. Návrat

## Další tvůrci
- Výtvarník: Jiří Kalousek
- Výtvarná spolupráce: Miluše Hluchaničová, Maria Axamitová
- Animace: Mirko Kačena, Petr Fašianok, Vladimír Švec, Milada Kačenová, Alena Smejkalová, Věra Michlová